# Vidön (småort)
Vidön är en bebyggelse på södra Vidön norr om Skoghall i Hammarö kommun. Från 2015 avgränsar SCB här en småort. Före 2015 räknades bebyggelsen till tätorten Skoghall.